# Juan Calvo Domenech
Juan Calvo Domenech nome completo Juan Calbo Bautista Domenech, meglio conosciuto come Juan Calvo (Ontinyent, 22 maggio 1892 – Madrid, 6 marzo 1962) è stato un attore spagnolo.

## Biografia
Nacque il 22 maggio 1892 a Ontinyent (Valencia), secondo figlio di Mariano Calbo Calbo, nativo di Torremanzanas (Alicante) e María del Patrocinio Doménech Rabasa, nativa di Penàguila (Alicante). Inizia la carriera sui palcoscenici teatrali dal 1916, e nel 1934 debutta nel cinema con il film La hermana San Sulpicio diretto da Florian Rey. Da questo momento e dopo la parentesi della guerra civile spagnola, diventa uno degli attori più richiesti del cinema spagnolo, spesso recitando ruoli comici in molti film, la maggior parte dei quali mai distribuiti. Durante un soggiorno a Porto Rico, conobbe sua moglie Minerva Lespier García, dalla quale ebbe due figli, entrambi attori, Armando e Manolo Calvo.
I ruoli per i quali viene meglio ricordato sono quelli di Sancho Panza nel film Don Chisciotte della Mancia diretto da Rafael Gil nel 1947, accanto a Rafael Rivelles nel ruolo di Don Chisciotte, e quello di frate Pappina (nell'originale Fray Papilla) in Marcellino pane e vino diretto da Ladislao Vajda nel 1955, il più grande successo commerciale nella storia del cinema spagnolo, efficacemente doppiato da Mario Besesti. Tra il 1956 e il 1957 vinse per due volte il premio CEC, assegnato dal Circolo degli Scrittori Cinematografici Spagnoli (una sorta di Nastro d'argento) come miglior attore non protagonista, per questo film e per Calabuig.
Ha lavorato intensamente anche nel cinema italiano, interpretando una quindicina di pellicole dal 1940 al 1959. Uno dei ruoli meglio ricordati è quello dello zio del giornalaio Alberto Boccetti (Alberto Sordi) nel film Il conte Max diretto da Giorgio Bianchi nel 1957, remake del film Il signor Max di Mario Camerini del 1937. In esso interpreta il ruolo che nel film originale era sostenuto da Mario Casaleggio recitando accanto a Tina Pica, e sempre doppiato da Mario Besesti.
Ma è stato efficace anche in altri ruoli, come nel film del 1943 Eloísa está debajo de un almendro di Rafael Gil, dove interpreta un maggiordomo neo assunto che deve imparare regole assurde per soddisfare il suo nuovo capo, e, negli anni '50, in Calabuig e Arrivederci, Dimas, entrambi diretti da Luis García Berlanga. Uno degli ultimi ruoli importanti lo sostenne in Dal peccato alla gloria (Fray Escoba), diretto da Ramón Torrado nel 1961, un anno prima della morte, avvenuta a Madrid il 6 marzo 1962. È sepolto nel Cementerio de la Almudena della capitale spagnola.

## Filmografia
- La hermana San Sulpicio, regia di Florián Rey (1934)
- Sospiri di Spagna (Suspiros de España), regia di Benito Perojo (1939)
- El genio alegre, regia di Fernando Delgado (1939)
- La Dolores, regia di Florián Rey (1940)
- Amore di ussaro, regia di Luis Marquina (1940)
- L'ispettore Vargas, regia di Gianni Franciolini (1940)
- Lucrezia Borgia, regia di Hans Hinrich (1940) - non accreditato
- Yó soy mi rival, regia di Luis Marquina (1940)
- Tosca, regia di Carl Koch (1941)
- Giuliano de' Medici, regia di Ladislao Vajda (1941)
- Due cuori sotto sequestro, regia di Carlo Ludovico Bragaglia (1941)
- Brivido, regia di Giacomo Gentilomo (1941)
- Le due strade (Raza), regia di José Luis Sáenz de Heredia (1942)
- Capitan Tempesta, regia di Corrado D'Errico (1942)
- Boda en el infierno, regia di Antonio Román (1942)
- Goyescas, regia di Benito Perojo (1942)
- Il corriere delle Indie (Correo de Indias), regia di Edgar Neville (1942)
- Idilio en Mallorca, regia di Max Neufeld (1943)
- Huella de luz, regia di Rafael Gil (1943)
- Febbre, regia di Primo Zeglio (1943)
- Mi vida en tus manos, regia di Antonio de Obregón (1943)
- Schottis, regia di Eduardo García Maroto (1943)
- El escándalo, regia di José Luis Sáenz de Heredia (1943)
- La patria chica, regia di Fernando Delgado (1943)
- Ídolos, regia di Florián Rey (1943)
- Eloísa está debajo de un almendro, regia di Rafael Gil (1943)
- La maja del capote, regia di Fernando Delgado (1944)
- Ana María, regia di Florián Rey (1944)
- Lecciones de buen amor, regia di Rafael Gil (1944)
- Aventura, regia di Jerónimo Mihura (1944)
- El clavo, regia di Rafael Gil (1944)
- Tuvo la culpa Adán, regia di Juan de Orduña (1944)
- El hombre que las enamora, regia di José María Castellví (1944)
- El testamento del virrey, regia di Ladislao Vajda (1944)
- Ella, él y sus millones, regia di Juan de Orduña (1944)
- El fantasma y Dª Juanita, regia di Rafael Gil (1945)
- Espronceda, regia di Fernando Alonso Casares (1945)
- Tierra sedienta, regia di Rafael Gil (1945)
- Cinco lobitos, regia di Ladislao Vajda (1945)
- Afan Evu, regia di José Neches (1945)
- Los últimos de Filipinas, regia di Antonio Román (1945)
- Ramona, regia di Víctor Urruchúa (1946)
- La donna di tutti (La mujer de todos), regia di Julio Bracho (1946)
- Lágrimas de sangre, regia di Joaquín Pardavé (1946)
- Don Chisciotte della Mancia (Don Quijote de la Mancha), regia di Rafael Gil (1947)
- Bel Ami, regia di Antonio Momplet (1947)
- Flor de caña, regia di Carlos Orellana (1948)
- Hermoso ideal, regia di Alejandro Galindo (1948)
- Allá en el Rancho Grande, regia di Fernando de Fuentes (1949)
- Nosotros los rateros, regia di Jaime Salvador (1949)
- La venenosa, regia di Miguel Morayta (1949)
- La virgen desnuda, regia di Miguel Morayta (1950)
- Médico de guardia, regia di Adolfo Fernández Bustamante (1950)
- Mi marido, regia di Jaime Salvador (1951)
- Entre abogados te veas, regia di Adolfo Fernández Bustamante (1951)
- Vivillo desde chiquillo, regia di Emilio Gómez Muriel (1951)
- Monte de piedad, regia di Carlos Véjar hijo (1951)
- Mi adorado salvaje, regia di Jaime Salvador (1952)
- El mártir del Calvario, regia di Miguel Morayta (1952)
- Il terrore dell'Andalusia (Carne de horca), regia di Ladislao Vajda (1953)
- L'avventuriero di Siviglia (Aventuras del barbero de Sevilla), regia di Ladislao Vajda (1954)
- Buenas noticias, regia di Eduardo Manzanos (1954)
- El torero, regia di René Wheeler (1954)
- Educando a papá, regia di Fernando Soler (1955)
- La otra vida del capitán Contreras, regia di Rafael Gil (1955)
- Marcellino pane e vino (Marcelino pan y vino), regia di Ladislao Vajda (1955)
- El tren expreso, regia di León Klimovsky (1955)
- ...e il cielo rispose... (Historias de la radio), regia di José Luis Sáenz de Heredia (1955)
- Suspiros de Triana, regia di Ramón Torrado (1955)
- Plaza de Toros (Tarde de toros), regia di Ladislao Vajda (1956)
- Mio zio Giacinto (Mi tío Jacinto), regia di Ladislao Vajda (1956)
- La gran mentira, regia di Rafael Gil (1956)
- El fenómeno, regia di José María Elorrieta (1956)
- Calabuig (Calabuch), regia di Luis García Berlanga (1956)
- Un abrigo a cuadros, regia di Alfredo Hurtado (1957)
- Arrivederci, Dimas (Los jueves, milagro), regia di Luis García Berlanga (1957)
- La donna che venne dal mare, regia di Francesco De Robertis (1957)
- Il conte Max, regia di Giorgio Bianchi (1957)
- Le belle dell'aria, regia di Mario Costa e Eduardo Manzanos Brochero (1957)
- El andén, regia di Eduardo Manzanos (1957)
- L'uomo dall'ombrello bianco (El hombre del paraguas blanco), regia di Joaquín Luis Romero Marchent (1958)
- L'uomo dai calzoni corti, regia di Glauco Pellegrini (1958)
- El puente de la paz, regia di Rafael J. Salvia (1958)
- Las locuras de Bárbara, regia di Tulio Demicheli (1959)
- Zoras il ribelle (Diez fusiles esperan), regia di José Luis Sáenz de Heredia (1959)
- Los tramposos, regia di Pedro Lazaga (1959)
- Quanto sei bella Roma, regia di Marino Girolami (1959)
- Y después del cuplé, regia di Ernesto Arancibia (1959)
- Nel blu dipinto di blu, regia di Piero Tellini (1959)
- L'ultimo attacco (La fiel infantería), regia di Pedro Lazaga (1960)
- Le tre "eccetera" del colonnello, regia di Claude Boissol (1960)
- Sólo para hombres, regia di Fernando Fernán Gómez (1960)
- Un americano en Toledo, regia di Carlos Arévalo e José Luis Monter (1960)
- La estatua, regia di José Luis Gamboa (1961)
- Ella y los veteranos, regia di Ramón Torrado (1961)
- Dal peccato alla gloria (Fray Escoba), regia di Ramón Torrado (1961)
- Martes y trece, regia di Pedro Lazaga (1962)

## Doppiatori italiani
- Mario Besesti in Marcellino pane e vino, Il conte Max
- Luigi Pavese in Calabuig, Le tre "eccetera" del colonnello
- Nino Bonanni in Nel blu dipinto di blu

## Riconoscimenti
- 1956 – Premio CEC – Circolo degli scrittori cinematografici spagnoli – Miglior attore non protagonista per Marcellino pane e vino[2]
- 1957 – Premio CEC – Circolo degli scrittori cinematografici spagnoli – Miglior attore non protagonista per Calabuig[3]